# のびのびBOY
『のびのびBOY』（のびのびボーイ、英題：Noby Noby Boy）は、2009年2月19日よりプレイステーション3向けに、2010年2月18日よりiPhone／iPod touch向けにダウンロード販売が開始されたソフトウェア。

## 概要
- 2007年7月17日、マスコミ向けイベント「PLAYSTATION PREMIERE 2007」において発表。「塊魂」等の開発者・高橋慶太が2年前から暖めていた企画と紹介された[1]。
- イメージとして蛇腹のホースで作られた「ウネウネうごくヘビ状の物体」と「イメージ映像」が披露されたが詳細は不明。PS3でなければ作れない、高度な物理演算を駆使したゲームであることが示唆されていたが、後にiPhone／iPod touchへ展開した。
- 東京ゲームショウ2008で公開されたイメージ映像により2Dタイプのものに変更されたと思われたが、2008年12月14日に、初期イメージ通りの3Dのゲーム画面が公開された。TGSで公開された2Dのイメージは、ゲーム内で遊べるミニゲームになるとされている[2]。
- 2009年3月より、iPhone版の開発が開始されている[3]。
- 2010年4月よりサウンドトラックのダウンロードも開始。「ファイナルハロン」のメインテーマのバンジョー版や「塊魂」さくらいろの季節、「ドルアーガの塔」のギター版を収録のほか、ハンマード・ダルシマー奏者天野十兵衛の「タビスルキミへ」なども収録されている。